# Trimetilglicina
La Trimetilglicina o betaïna, en anglès:Trimethylglycine (TMG) és un compost orgànic que es presenta en les plantes ja sia com glicina betaina o una colina que conté un compost de glicina betaïna. La trimetilglicina va ser la primera betaïna descoberta per la ciència; originàriament simplement se’n va dir betaïna perquè en el segle xix es va descobrir en la remolatxa sucrera (que és del del gènere ‘’Beta’’). Des d'aleshores s'ha trobat moltes altres betaïnes.

## Estructura i reaccions
La trimetilglicina és un aminoàcid N-trimetilat. És un catió amoni quaternari que existeix en la forma zwitterió a pH neutre. Els àcids forts com l'àcid clorhídric converteixen el TMGa en la sal hidroclorur de betaïna:
(CH₃)₃N+CH₂CO₂- + HCl → [(CH₃)₃N+CH₂CO₂H]Cl-
La desmetilació de TMG dona dimetilglicina. La degradació de TMG proporciona la trimetilamina, que és la pudor de peix podrit.

## Producció i processos bioquímics
El processament del sucre de la remolatxa sucrera dona glicina betaïna com a subproducte. El preu de TMG rivalitza amb el del sucre. La producció de glicina betaïna fa servir la separació per cromatografia.

### Biosíntesi
En la majoria dels organismes, la glicina betaïna és biosintetitzada per l'oxidació de la colina en dos passos.

### Funció biològica
TMG és un osmòlit inorgànic que es presenta en grans concentracions (10s de mil·limolar) en molts invertebrats marins, coms els crustacis i mol·luscs. Serveix com atraient de l'apetit de carnívors generalistes com Pleurobranchaea californica.
El TMG és un cofactor important en el procés de la metilació, que es dona en el cos dels mamífers per donar o sintetitzar grups metil (CH₃). Aquest procés inclou la síntesi de neurotransmissors com la dopamina, serotonina. La metilació també requereix la biosíntesi de melatonina i el constituent de la cadena de transport electrònica el coenzim Q10.

## La TMG en agricultura i aqüicultura
Algunes explotacions de ramaderia intensiva proporciones farratges suplementats amb TMG i lisina per incrementar la massa muscular dels animals i, per tant, la quantitat de carn útil.
Les granges de salmó apliquen el TMG per canviar la pressió osmótica dels salmons en el seu pas de l'aigua dolça a la salada.
El suplement de TMG fa davallar la quantitat de teixit adipós, tanmateix en els porcs no s'observa efecte en el pes, la composició del cos o en la despesa d'energia basal.

## TMG en la dieta humana
| Aliment       | TMG per 100g |
| ------------- | ------------ |
| Quinoa        | 630 mg       |
| Espinac       | 577 mg       |
| Segó de blat  | 360 mg       |
| Quarts de xai | 332 mg       |
| Bleda         | 256 mg       |